# Glen Carbon
Glen Carbon est une ville de l'Illinois, dans le comté de Madison aux États-Unis.